# Сыктывкарское духовное училище
Основная статья: Национальная галерея Республики Коми.
Сыктывкарское духовное училище (до революции Усть-Сысо́льское духо́вное учи́лище) — среднее специальное учебное заведение Сыктывкарской епархии Русской Православной Церкви, до революции — начальное учебное заведение Русской Православной Церкви, располагавшееся в Сыктывкаре (Усть-Сысольске).

## История

### Усть-Сысольское духовное училище
Духовное училище было открыто в 1822 году и первоначально находилось в г.Яренске в собственном деревянном одноэтажном доме. В ночь на 15 июня 1871 года помещение училища сгорело. В это время было принято решение о переводе училища из Яренска в Усть-Сысольск.
17 августа 1873 года училище было открыто в Усть-Сысольске и первоначально разместилось в деревянном двухэтажном доме, принадлежавшим протоиерею Усть-Сысольскаго собора Кокшарову. Здание, построенное как частное жилище было совершенно непригодно для помещения в нём учебного заведения, в связи с этим приём в училище иногда был ограничен. Из-за отсутствия средств строительство нового здания было отложено.
В 1886 году в училище с ревизией был член Учебного Комитета при Священном Синоде И. К. Зинченко, а в 1888 году училище посетил епископ Иоанникий, викарий Вологодский епархии. После этого дело по подготовке к постройке нового здания пошло быстрее.
20 мая 1888 года был заложен фундамент, а 28 октября 1890 года состоялось освящение и торжественное открытие Усть-Сысольского духовного училища. На тот момент здание было самым большим в Усть-Сысольске.
За четверть века с постройки здания училища его посетили: член-ревизор Учебного комитета П. Ф. Полянский, епископы Вологодские — Алексий (Соболев), Никон (Рождественский) и Александр (Трапицын), епископы Великоустюжские — Варсонофий (Курганов) (дважды), Антоний (Каржавин), Гавриил (Голосов) и Алексий (Бельковский) (трижды), многие из Вологодских губернаторов. 3 июня 1898 года училище посетил Его Императорское Высочество Великий Князь Сергий Александрович.
В 1917 году в реквизированом здании находился штаб войск Пинего-Печорского края Северного фронта Красной Армии, а в 1918 году здание было передано уездному отделу народного образования и с сентября 1919 года часть помещений была занята педагогическими курсами, преобразованными позднее в Коми государственный пединститут — первое высшее учебное заведение Коми края.
В настоящее время в бывшем здании Усть-Сысольского духовного училища находится Национальная галерея Республики Коми.
30 ноября 1959 года постановлением совета министров Коми АССР за № 406 здание училища было внесено в список объектов культурного наследия Республики Коми.

### Сыктывкарское духовное училище
В 1996 году при Стефановом Троицком монастыре было открыто Сыктывкарское духовное училище; историческое здание власти возвращать отказались. В том же году было набрано 6 юношей на псаломническое отделение и 6 девушек на регенсткое.
16 июля 2013 года Священный Синод определил: 

«Духовным училищам, готовящим кадры духовенства, предоставить трехлетний срок для преобразования в духовные семинарии, либо в образовательные учреждения (центры), готовящие приходских специалистов в области миссии и катехизации, молодежной и социальной работы».
C 1 сентября 2013 года в училище велась образовательная деятельность по заочной форме и форме экстерната. По состоянию на 15 января 2014 года в образовательном училище обучалось 42 студента.
18 февраля 2014 года Сыктывкарский городской суд Республики Коми постановил, что с момента создания духовного училища в 1996 году образовательная деятельность велась без лицензии, в связи с чем обязал «учреждение среднего профессионального религиозного образования „Сыктывкарское Православное Духовное училище“ Сыктывкарской и Воркутинской епархии Русской Православной Церкви получить лицензию на право осуществления образовательной деятельности в течение 3 месяцев со дня вступления настоящего решения в законную силу».
15 июля 2016 года Священный Синод постановил усвоить Сыктывкарскому духовному училищу, наряду с несколькими другими расформированными духовными училищами, наименование «духовного центрова подготовки церковных специалистов в области катехизической, миссионерской, молодежной и социальной деятельности».

### Центр подготовки церковных специалистов
23 июля 2017 года в управлении Сыктывкарской епархии, прошло первое организационное совещание, где было принято решение согласно Постановлению Священного Синода создать в Сыктывкаре «Центр подготовки церковных специалистов» с двухлетним сроком обучения. Набор учащихся планируется с 2017 учебного года.